# Krasnobrzeg (Ustronie Morskie)
Krasnobrzeg – część wsi letniskowej Ustronie Morskie, położonej w Polsce nad Morzem Bałtyckim, w województwie zachodniopomorskim, powiecie kołobrzeskim, gminie Ustronie Morskie. Krasnobrzeg znajduje się w okolicach ulic Bolesława Chrobrego, Tadeusza Kościuszki i Stefana Okrzei w Ustroniu Morskim.
W latach 1975–1998 miejscowość administracyjnie należała do województwa koszalińskiego.